# Сацире
Сацире (груз. საწირე) — село в Грузии, на территории Ткибульского муниципалитета края (мхаре) Имеретия.

## География
Село находится в западной части Грузии, к северу от Ткибульского водохранилища, на расстоянии 6 километров к западу от города Ткибули, административного центра муниципалитета. Абсолютная высота — 609 метров над уровнем моря.

## Население
По результатам официальной переписи населения 2014 года, в Сацире проживало 626 человек (307 мужчин и 319 женщин). В национальной структуре населения грузины составляли 99,7 %, русские — 0,3 %.
| Год  | Население, человек |
| ---- | ------------------ |
| 2002 | 815                |
| 2014 | ↘ 626              |